# Benifaió
Benifaió (Spanisch: Benifayó) ist eine Gemeinde in der spanischen Provinz Valencia. Sie befindet sich in der Comarca Ribera Alta.

## Geografie
Das Gemeindegebiet von Benifaió grenzt an das der folgenden Gemeinden: Alfarp, Alginet, Almussafes, Picassent und Sollana, die alle in der Provinz Valencia liegen. 

## Wirtschaft
Wie bei allen umliegenden Dörfern war die Wirtschaftstätigkeit traditionell auf die Landwirtschaft ausgerichtet. Inzwischen dominieren allerdings Dienstleistungen.

## Demografie
| 1900  | 1910  | 1920  | 1930  | 1940  | 1950  | 1960  | 1970   | 1981   | 1991   | 2001   | 2011   |
| ----- | ----- | ----- | ----- | ----- | ----- | ----- | ------ | ------ | ------ | ------ | ------ |
| 4.230 | 4.963 | 6.974 | 6.564 | 7.349 | 7.668 | 8.143 | 10.198 | 11.893 | 11.912 | 12.050 | 11.965 |